# إدو إيسبادا
إدو إيسبادا (بالإسبانية: Edu Espada)‏ هو لاعب كرة قدم إسباني في مركز الهجوم، ولد في 8 مارس 1981 في Los Corrales ‏ في إسبانيا. لعب مع إيسيخا بالومبيي وراسينغ فيرول وسيوداد دي مورسيا ونادي أونتينيينت ونادي تارغو موريش ونادي سمورة ونادي غيخيليو.

## وصلات خارجية
- إدو إيسبادا على موقع قاعدة بيانات كرة القدم.إي يو (الإنجليزية)
- إدو إيسبادا على موقع Soccerway.com (الإنجليزية)